# Pseudotaeniacanthus longicauda
Pseudotaeniacanthus longicauda is een eenoogkreeftjessoort uit de familie van de Taeniacanthidae. De wetenschappelijke naam van de soort is voor het eerst geldig gepubliceerd in 1974 door Pillai & Hameed.